# 丸山印刷
丸山印刷株式会社(まるやまいんさつ)は、兵庫県高砂市に本社を置く印刷会社。

## 概要
創業100年を超える会社で、東京・大阪・神戸に営業拠点があり、一般的な印刷のほか、企画・クリエイティブ・PR提案・販促提案をする印刷会社である。
公式サイトによれば、協力会社と連携することで幅広い分野のものづくりを実現する印刷会社とある。
各地域のまち自慢をイラストによって発信する活動を行う一般社団法人マーチング委員会のひょうご南部マーチング委員会に所属している。

## 沿革
- 1914年 - 丸山安太郎が高砂市伊保に印刷所を創業
- 1916年 - 合資会社正文堂印刷所を設立
- 1931年 - 高砂町に工場を移転、合資会社丸山正文堂印刷所に改称
- 1958年 - MU式カーボン印刷機を開発（実用新案 昭33-12509）
- 1963年 - 丸山印刷株式会社を設立
- 1964年 - 合資会社丸山正文堂印刷所を丸山印刷株式会社に吸収合併
- 1970年 - 生産管理の集中化に伴い、高砂市神爪に宝殿工場を建設
- 1975年 - 本社ならびに本社工場新築移転完了、現在の場所に新築移転する
- 1996年 - 製版のデジタル化を完了、マルチメディアへの本格的取り組みを開始
- 2001年 - 国際規格ISO14001（環境マネジメントシステム）認証取得
- 2002年 - 国際規格ISO9001：2000（品質マネジメントシステム）認証取得
- 2003年 - プライバシーマーク（JIS Q 15001）の付与認定
- 2006年 - FSC®/CoC認証取得
- 2008年 - 丸山製版株式会社を丸山印刷株式会社に吸収合併
- 2013年 - 全日本印刷工業組合連合会　第1回CSR認定取得

## 主要製造品目
カタログ、パンフレット、チラシ、定期刊行物、ポスター、カレンダー、各種包装紙、ラベル、各種事務用帳票類、コンピュータ用帳票、書籍 

## 営業拠点・営業所
- 工場・本社営業部

兵庫県高砂市神爪1丁目11-33
- 姫路営業所

兵庫県姫路市忍町101番地（SPビル4F）
- 神戸営業部

兵庫県神戸市中央区八幡通1丁目1-12
- 大阪営業部

大阪府大阪市北区天満橋1丁目4-16
- 東京営業部

東京都中央区新川2丁目1-10

## 関連会社・団体
- ビジネス・フォーム印刷株式会社
- 株式会社ピーエス（デザイン制作会社）
- 丸山印刷協同組合